# Reginald Swartz

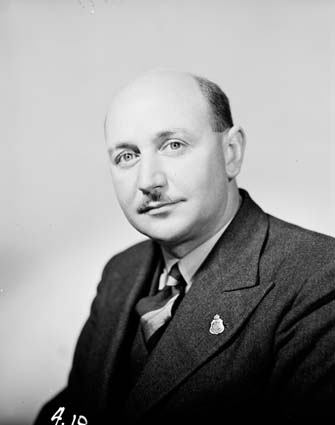
Reginald Swartz (1954)

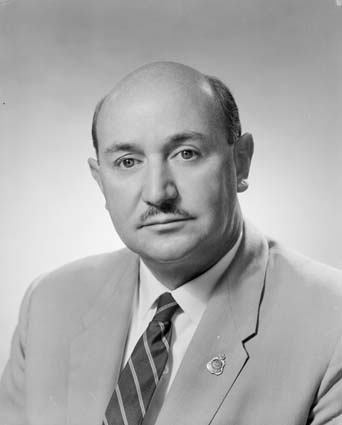
Reginald Swartz (1962)

Reginald „Reg“ William Colin Swartz, KBE (* 14. April 1911 in Brisbane, Queensland; † 2. Februar 2006) war ein australischer Politiker der Liberal Party of Australia (LP), der unter anderem zwischen 1949 und 1972 Mitglied des Repräsentantenhauses sowie mehrmals Minister war.

## Leben
Reginald „Reg“ William Colin Swartz besuchte die Toowoomba Grammar School und trat während des Zweiten Weltkrieges in die Australian Imperial Force (2nd AIF) ein. Innerhalb der kommenden Zeit wurde er im 2/26th Battalion der 8. Division (8th Division) eingesetzt und diente bis zur japanischen Invasion der Malaiischen Halbinsel. Danach geriet er in japanische Kriegsgefangenschaft, die er im Kriegsgefangenenlager Changi verbrachte. Später wurde er als Zwangsarbeiter beim Bau der Thailand-Burma-Eisenbahn eingesetzt. Nach der Kapitulation Japans kehrte er nach seiner Freilassung im September 1945 nach Australien zurück. Für seine militärischen Verdienste im Zweiten Weltkrieg wurde er Member des Order of the British Empire (MBE).
Am 10. Dezember 1949 wurde Swartz die Liberal Party of Australia (LP) erstmals zum Mitglied des Repräsentantenhauses gewählt und vertrat in diesem bis 1972 den Wahlkreis Darling Downs. Er gehörte damit zu den sogenannten „Forty-niner“ der Liberal Party sowie der Countey Party, die den landesweiten Wahlsieg 1949 errangen und daraufhin unter Premierminister Robert Menzies eine Koalitionsregierung bildeten. 1956 wurde er Parlamentarischer Staatssekretär im Handelsministerium (Parliamentary Secretary for Trade) und leitete als solcher 1956 eine Handelsmission nach Indien sowie 1958 eine weitere Handelsdelegation nach Südostafrika. Am 22. Dezember 1961 übernahm er in der Regierung Menzies VII als Minister für Repatriierung (Minister for Repatriation) sein erstes Ministeramt und hatte dieses vom 18. Dezember 1963 bis zum 22. Dezember 1964 auch in der Regierung Menzies VIII inne. Im Zuge einer Umbildung des achten Kabinetts Menzies war er zwischen dem 21. November 1964 und dem 26. Januar 1966 Gesundheitsminister (Minister for Health) sowie zugleich vom 21. Januar bis 22. Februar 1965 auch kurzzeitig Sozialminister (Minister for Social Services).
In der darauf folgenden Regierung Holt I erfolgte am 26. Januar 1966 seine Berufung zum Minister für die Zivilluftfahrt (Minister for Civil Aviation) und verblieb in diesem Ministeramt auch in der Regierung Holt II (14. Dezember 1966 bis 19. Dezember 1967), im Kabinett McEwen (19. Dezember 1967 bis 10. Januar 1968), in der Regierung Gorton I (10. Januar 1968 – 28. Februar 1968) und der Regierung Gorton II (28. Februar 1968 – 12. November 1969). Ihm zu Ehren wurden die Swartz Barracks im Oakey Army Aviation Centre benannt, der Ausbildungseinrichtung der 1968 gegründeten Australian Army Aviation. Er fungierte zudem zwischen dem 13. Februar und dem 12. November 1969 auch als Assistierender Minister im Schatzministerium (Minister assisting the Treasurer). In der Regierung Gorton III übernahm er am 12. November 1969 den Posten als Minister für nationale Entwicklung (Minister for National Development) und verblieb in diesem Ministeramt zwischen dem 10. März 1971 und dem 5. Dezember 1972 auch in der Regierung McMahon. Er war zudem vom 10. März 1971 bis zum 15. August 1972 als Leader of the House auch Vorsitzender der Regierungsmehrheit im Repräsentantenhaus.
Am 3. Juni 1972 wurde Reg Swartz zum Knight Commander des Order of the British Empire geschlagen und führte seitdem den Namenszusatz „Sir“. Wenige Monate später schied er am 2. November 1972 nach fast 23-jähriger Parlamentszugehörigkeit aus dem Repräsentantenhaus aus. 1988 begleitete er Premierminister John Howard zusammen mit den früheren Parlamentariern und Ministern John Carrick und Tom Uren, die sich im Zweiten Weltkrieg ebenfalls in japanischer Kriegsgefangenschaft befunden hatten, auf einer Reise zur Eröffnung des Hellfire Pass-Gedächtnismuseum in Thailand, das an die 2.700 Australier erinnern soll, die beim Bau der Thailand-Burma-Eisenbahn umkamen.